# Hichem Rostom

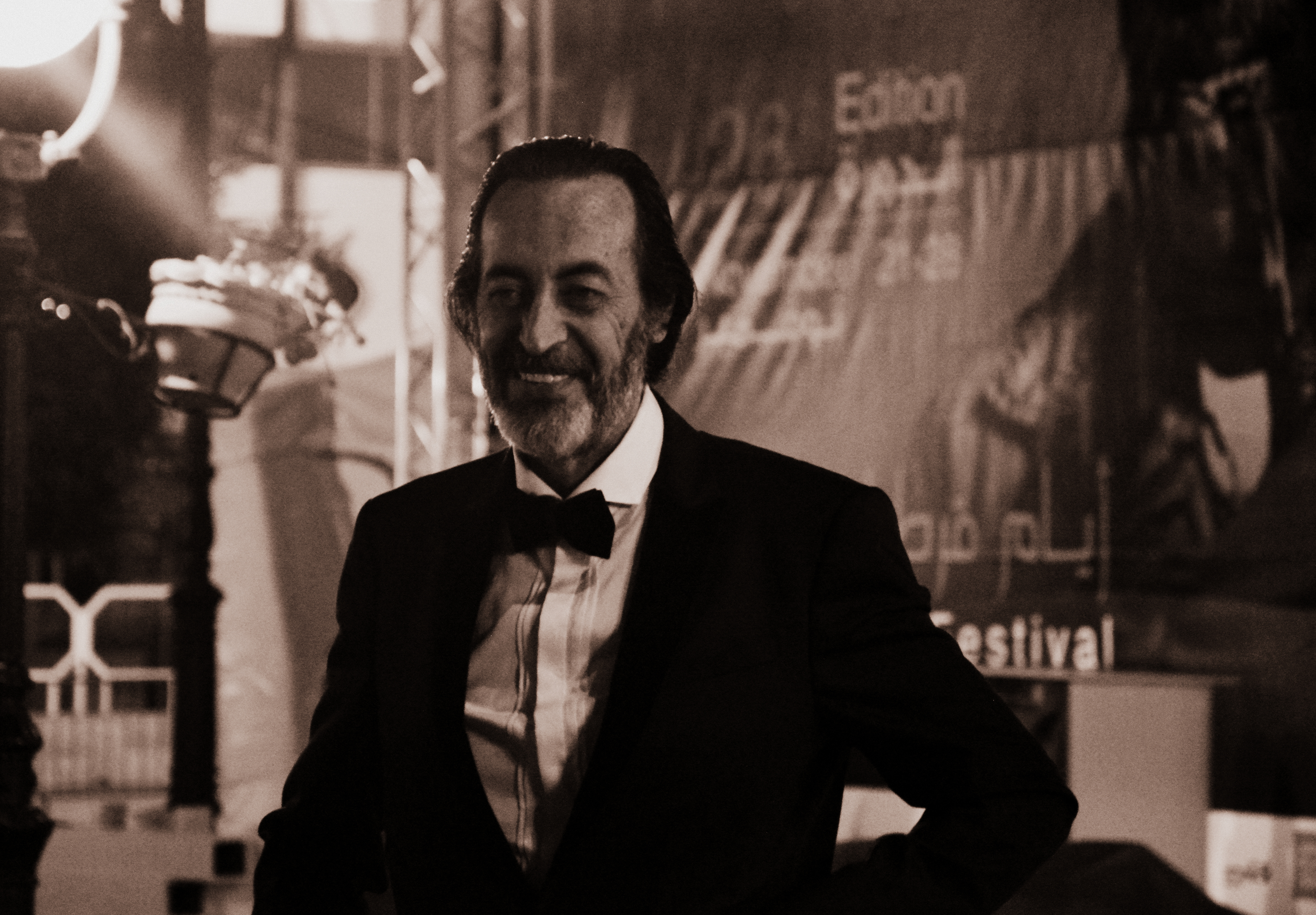
Hichem Rostom (2015)

Hichem Rostom (arabisch هشام رستم, DMG Hišām Rustam; * 26. Mai 1947 in La Marsa; † 28. Juni 2022) war ein tunesischer Film- und Theaterschauspieler. Er zählte zu den bekanntesten Schauspielern Tunesiens. Die bekanntesten Filme, in denen er mitwirkte, sind Ein Kind mit Namen Jesus und Rivalinnen (aka Nadia et Sahra) von Moufida Tlatli. Er spielte in etwa 40 Filmen und 60 Theateraufführungen mit.

## Filmographie

### Kino

#### Tunesische Spielfilme
- 1988: Die goldenen Holzschuhe von Nouri Bouzid: Wenn Youssef
- 1989: Layla, ma raison von Taïeb Louhichi: Laylas Ehemann
- 1994: Palast des Schweigens (Samt el qusur) von Moufida Tlatli: Wenn Bashir
- 1997: Essaïda (Die Dame) von Mohamed Zran: Amine
- 1998: Mondhochzeit von Taïeb Louhichi
- 1999: Grenadine Naps von Mahmoud Ben Mahmoud: Wahid Haydar
- 2002:
  - The Magic Box (Die Zauberkiste) von Ridha Béhi: Mansour
  - Das Lied der Noria von Abdellatif Ben Ammar: Ali
- 2003: Die ermordete Sonne von Abdelkrim Bahloul: Bramsi
- 2004: Nadia und Sarra (englisch) von Moufida Tlatli: Hédi
- 2006: TV kommt von Moncef Dhouib: dem Regisseur
- 2014:
  - Das Kind der Sonne von Taïeb Louhichi: Kateb
  - Null ! von Nidhal Chatta: der Vater
  - Le Dernier Mirage (Das letzte Trugbild) von Nidhal Chatta: Dr. Oussama Saad
- 2015:
  - Dicta Shot von Mokhtar Ladjimi: Si Hazem
  - Konflikt von Moncef Barbouch: Mokhtar
- 2016
  - Blume von Aleppo von Ridha Béhi: Hichem, Mourads Vater
  - Whoa! von Ismahane Lahmar: Hmed
  - Whispering Sands von Nacer Khemir

#### Ausländische Spielfilme
- 1976: Der Flügel oder Oberschenkel von Claude Zidi
- 1982: Sandsturm von Mohammed Lakhdar-Hamina
- 1991: L'amico arabo (Der arabische Freund) von Carmine Fornari (italienisch)
- 1991: Isabelle Eberhardt von Ian Pringle (englisch)
- 1992: Indiskrete Objektive von Massimo Mazzuco: Manuel Le Roux
- 1993: Der Nabel der Welt von Ariel Zeitoun: Costa
- 1997: Der englische Patient von Anthony Minghella: Fouad
- 1998: Paparazzi von Alain Berberian: El Kabouli
- 2001: Durch Wüste und Wildnis (W pustyni i w puszczy) (polnisch) von Gavin Hood: Mahd
- 2007: Whatever Lola Wants (Was auch immer Lola will) von Nabil Ayouch: Naceur
- 2008: Das Lied der Bräute von Karin Albou: Raouls Vater
- 2011:
  - Die fünfte Saite von Selma Bergach: Amir
  - Black Gold von Jean-Jacques Annaud: Oberst Nesibi

#### Kurzfilme
- 1989: Die Trance von Moncef Dhouib

#### Synchronisation
- 2006: Azur und Asmar von Michel Ocelot (Cartoons)

### Fernsehen

#### Tunesische Serien
- 1991: El Ness Hkaya (Die Menschen sind eins) von Hamadi Arafa
- 2002: Gamret Sidi Mahrous (Der Mond des Maitre Mahrous) von Slaheddine Essid: ein französischer Anwalt
- 2003:
  - Chams wa Dhilal (Eine Sonne und Schatten) von Ezzedine Harbaoui: Manoubi El Bransi
  - Khota Fawka Assahab (Footsteps on the Clouds) von Abdellatif Ben Ammar: seine Exzellenz
- 2004: Hssabet w Aqabet (Konten und Strafen) von Habib Mselmani: Taïeb
- 2005:
  - Café Jalloul von Lotfi Ben Sassi, Imed Ben Hamida und Mohamed Damak: Chadli Yahasri (Ehrengast in den Folgen 16 und 18)
  - Mal Wa Amal (Geld und Hoffnungen) von Abdelkader Jerbi: Si Moncef
- 2006:
  - Hayet Wa Amani (Ein Leben und Wünsche) von Mohamed Ghodhbane: der Polizeigouverneur
  - Ouled Elyoum (Die heutige Generation) von Mohamed Damak
- 2008:
  - Maktoub (Schicksal) von Sami Fehri: Si Hichem Ben Abdullah
  - Choufli Hal (Find me a Solution) von Abdelkader Jerbi: Dr. Hakim Lassoued (Ehrengast in Folge 15 von Staffel 5)
- 2009: Aqfas Bila Touyour (arabisch) (Käfige ohne Vögel) von Ezzeddine Harbaoui: Rachid
- 2009–2011: Njoum Ellil (Die Sterne der Nacht) (Staffeln 1–3) von Madih Belaïd und Mehdi Nasra: Chafik
- 2010: Garage Lekrik von Ridha Béhi: Si Jaâfar
- 2012: Dipanini (Hilf mir aus) von Hatem Belhaj
- 2013: Yawmiyat Imraa (Tagebuch einer Frau) von Najib Ayed: Ibrahim Faleh
- 2014: Maktoub (Staffel 4) von Sami Fehri
- 2015:
  - Lilet Chak (Die Nacht des Zweifels) von Majdi Smiri: Ibrahim
  - Rettungswagen von Lassaad Oueslati: Si Taoufik
  - Bolice (Polizei) von Majdi Smiri
- 2015–2017: Awled Moufida (Moufidas Söhne) von Sami Fehri: Sherif
- 2016:
  - Verkehrsstau von Walid Tayaa: Si Moez
  - Madrasat Al Rassoul (die Schule des Propheten) von Anouar Ayachi: Hichem Ibn Abdelmalik
- 2018: Tej El Hadhra von Sami Fehri: der Minister Mustapha Saheb Ettabaâ
- 2019 und 2021: Machair (Gefühle) von Muhammet Gök: der Flötenspieler und Freund von Taher
- 2020: 27 von Yosri Bouassida: Hamadi Ahmed

#### Ausländische Serien
- 1992: Un inviato molto speciale (Mal d'Africa-Folge) von Vittorio De Sisti
- 1994: The War of the Privates (Folge Tchao Chicken) von Josée Dayan
- 1998:
- 1998:
  - Der Graf von Monte Christo (Le comte de Monte Cristo), (Miniserie) von Josée Dayan: Muhammad (TV-Serie)
  - Quai Nr. 1 (Folge Les Cobras) von Pierre Grimblat und Didier Cohen
- 2001: Agatha Christie’s Poirot (TV-Serie), Folge: Murder in Mesopotamia von Tom Clegg: Hotelrezeptionist
- 2004: L'Instit (Folge 3 von Staffel 9: Travel Notizbuch: Tunesien) von Gérard Klein
- 2007: Pompei von Giulio Base: Stimme
- 2008: House of Saddam von Alex Holmes, Stephen Butchard und Sally El Hosaini: Mohamed Ghani
- 2014: Dragunov von Osama Rezg und Siraj Houidi: Badi
- 2016–2017: Sir El Morjane (Secret de Corail) (marokkanische Serie, ausgestrahlt auf 2M): Si Habib
- 2017:
  - Kabul Kitchen (Staffel 3)
  - Sir Al Morjane

#### Fernsehfilme
- 1987: Ein Kind mit Namen Jesus (Un bambino di nome Gesù) (italienisch) von Franco Rossi (Fernseh-Miniserie)
- 1990: Gewitter des Sommers, Hinweis auf Sturm von Jean Sagols: Simon
- 1997: Ein kleines Körnchen Wahnsinn (TV) von Sébastien Grall
- 2002: Scheidung Caprice (Talak Incha) von Moncef Dhouib
- 2003: Amina von Abdellatif Ben Ammar
- 2011: The Departed von Giacomo Battiato: General Ali

#### Dokumentarfilme
- 2004: Gladiators von Tilman Remme: Lanista
- 2005:
  - Brennt Rom! von Robert Kechichian: Hannon
  - Empires: Holy Warriors – Richard Löwenherz und Saladin von Richard Bedser: Saladin
- 2006: Das Evangelium von Judas von James Barrat für National Geographic: der Richter

## Auszeichnungen
- Offizier des Nationalen Verdienstordens (Tunesien, 2004)
- Ausgezeichnet beim Internationalen Filmfestival von Kairo im Jahr 2006 für seine Beteiligung am internationalen Kino
- Sonderpreis für sein gesamtes Werk beim Écrans Noirs International Film Festival von Libreville im 2012
- Male Actor Award für The Fifth String beim Arab International Film Festival von Oran im 2012